# 18016 Grondahl
18016 Grondahl este un asteroid din centura principală de asteroizi.

## Descriere
18016 Grondahl este un asteroid din centura principală de asteroizi. A fost descoperit pe 13 mai 1999 la Socorro, New Mexico, în cadrul proiectului LINEAR. Asteroidul prezintă o orbită caracterizată de o semiaxă mare de 2,39 ua, o excentricitate de 0,07 și o înclinație de 6,7° în raport cu ecliptica.